# 전국체육대회 줄다리기 메달리스트
전국체육대회 줄다리기 메달리스트는 전국체육대회 줄다리기에서 메달을 수상한 선수이다.

## 18세이하부

### 남자 단체
| 대회      | 금                                 | 은                                 | 동                                 |
| --------- | ---------------------------------- | ---------------------------------- | ---------------------------------- |
| 1924 경성 | 중앙고등보통학교 줄다리기단 (경기) | 보성고등보통학교 줄다리기단 (경기) | 협성학교 줄다리기단 (경기)         |
| 1924 경성 | 중앙고등보통학교 줄다리기단 (경기) | 보성고등보통학교 줄다리기단 (경기) | 휘문고등보통학교 줄다리기단 (경기) |

## 참고 문헌
- “대한체육회 국내종합경기대회”. 대한체육회.
- 《대한체육회 50년》. 대한체육회. 1970. 2020년 11월 8일에 원본 문서에서 보존된 문서. 2022년 11월 5일에 확인함.
- 《대한체육회 70년사》. 대한체육회. 1990. 2020년 11월 8일에 원본 문서에서 보존된 문서. 2022년 11월 5일에 확인함.
- 《대한체육회 90년사》. 대한체육회. 2011. 2020년 11월 8일에 원본 문서에서 보존된 문서. 2022년 11월 5일에 확인함.
- 대한체육회 100주년 기념사업부 (2020). 《대한민국 체육 100년》. 대한체육회.